# The Woman's Law
The Woman's Law er en amerikansk stumfilm fra 1916 af Lawrence B. McGill.